# Donación de esperma
La donación de esperma es el procedimiento mediante el cual un varón humano cede voluntariamente, en general de manera anónima y gratuita, su semen, portador de espermatozoides y específicamente el material genético que estos contienen, para que sea utilizado en un proceso de reproducción asistida.

## Introducción
La donación de esperma es utilizada tanto en la inseminación artificial con donante (IACD), como en la fecundación in vitro con donante (FIVD).
La donación de esperma no es algo nuevo. Históricamente, ante la imposibilidad de lograr la paternidad y la imposibilidad de procrear, los matrimonios han utilizado el recurso de los servicios de un amigo o amante para conseguir el embarazo de la esposa, haciendo pasar al marido por el progenitor basándose en el principio «Pater is est quem nuptiae demonstrant». Lo que la inseminación actual de esperma donado permite es evitar el adulterio al separar sexualidad y procreación.
Las primeras donaciones anónimas de esperma en tratamientos médicos de fertilidad se hicieron al inicio de los años 1970.
Normalmente se realiza un contrato de donación entre el donante y los receptores.
Para realizar la donación se debe estar en edad fértil y demostrar ser completamente sano.
Los principales receptores de la donación anónima de esperma son los matrimonios infértiles, parejas del mismo sexo, ambas mujeres, que desean ser madres y mujeres heterosexuales sin pareja que quieren ver cumplido su sueño de formar una familia.
Las mujeres solas no son más que el 1% de las que recurren a un banco de esperma, la mayoría de los usuarios de bancos de esperma son matrimonios o parejas heterosexuales con problemas de fertilidad en el varón.
Los matrimonios ocultan el hecho de haber concebido gracias a una donación anónima de esperma del mismo modo que años atrás se ocultaba la adopción de un niño. En los casos de matrimonios del mismo sexo o de madres solteras por elección no lo hacen.
La inseminación con esperma de donante anónimo produce cientos de miles de nacimientos al año desde los años 1980. Solo en Estados Unidos genera más de diez mil nacimientos al año.

## Historia
La idea de conservar el esperma masculino se remonta a Paolo Mantegazza quien en 1866 fundó el primer banco de esperma para uso veterinario. En esa época se pretendía poder conservar el esperma de los soldados que marchaban a la guerra para inseminar a sus viudas. El primer caso publicado de inseminación con semen de donante data de 1909.
Las primeras investigaciones fueron veterinarias. Los medios técnicos disponibles derivan de los progresos zootécnicos. La inseminación heteróloga comenzó a usarse primero en animales para mejorar la cría de especies domésticas.
En los años '50 se perfeccionaron los primeros intentos de congelamiento de esperma masculino pero recién en los años 1970 comenzó a usarse la donación anónima, cuando se probó reemplazar el esperma defectuoso de un varón por otro, anónimo. Aparecieron las técnicas de la inseminación artificial con donante (IAD) y fecundación in vitro con donante (FIVD).
En 1972 se creó en Francia el Centro de estudio y conservación del semen humano (CECOS) integrado a la Asistencia pública cuya misión era recolectar donaciones anónimas para conservarlas para los matrimonios que no podían tener hijos. Como las sustancias originadas por el cuerpo humano no pueden comercializarse —excepto en Estados Unidos—, en el resto del mundo tanto el trasplante de órganos y la donación de sangre son gratuitas), estas debían ser gratuitas.
Por eso se trata de donaciones y no de compra-venta de esperma. En la actualidad esta lógica se sigue sosteniendo, por eso la retribución económica que reciben los donantes es mínima y solo cubre sus gastos de viáticos a la clínica que se paga como compensación por las molestias y el consumo de tiempo.
Un banco de esperma es un laboratorio donde se guardan congeladas las muestras de esperma luego de una preparación especial en nitrógeno líquido a una temperatura de 196 °C bajo cero.
Las investigaciones muestran que el porcentaje de embarazos por ciclo es menor utilizando esperma descongelado en comparación con esperma fresco.
Sin embargo, los bancos de esperma existen por varios motivos. La criopreservación de esperma puede ser pedida por un paciente para diferir su paternidad, por ejemplo en pacientes con cáncer que pueden ver afectada su fertilidad tras los tratamientos. La criopreservación también es utilizada en casos en los cuales se realiza un tratamiento de reproducción asistida a una pareja y se guarda el esperma del marido para el momento preciso. Luego de tratamientos exitosos algunos maridos deciden donar su esperma para que dispongan de él otras parejas infértiles y por eso se conserva congelado. Algunos donantes deciden contribuir voluntariamente para ayudar a parejas con trastornos genéticos hereditarios a tener hijos saludables. Los donantes pueden ayudar anónimamente a parejas infértiles, parejas del mismo sexo o mujeres solas a realizar sus sueños de tener hijos y por eso dejan sus muestras en los bancos de esperma para su posterior utilización.
Cuando se utiliza esperma de donante anónimo siempre se usa criopreservado por lo menos durante seis meses antes de su uso por la seguridad que implica esta ventana de tiempo. Se controla especialmente la existencia de anticuerpos del HIV o Sida y hepatitis. Tan solo si el donante muestra negatividad a los anticuerpos del Sida y la hepatitis tras esos seis meses la muestra de esperma es utilizada.
El mayor banco de esperma del mundo, según el Guinness World Records es Cryos. Con sede en Dinamarca exporta muestras de esperma a todo el mundo. Según su dueño la mayor demanda les llega solicitando donantes altos, de cabellos y ojos oscuros.

## Banco de esperma

### Recogida de la muestra
Para la obtención de la muestra hay que tener en cuenta los siguientes puntos:
- La muestra ha de obtenerse, tras 2-7 días de abstinencia, por masturbación directamente en un envase de plástico estéril en las salas habilitadas para ello de la clínica. Los datos del paciente, la fecha y los días de abstinencia deben quedar correctamente anotados en el recipiente.
- En ningún caso se deben utilizar preservativos normales, ya que estos pueden contener lubricantes y espermicidas. Además, para los pacientes con dificultades psicológicas o morales para recoger la muestra por masturbación, existen preservativos especiales, sin compuestos que interfieran en la viabilidad de los espermatozoides. En casos de paraplejia o dificultades de erección, se puede utilizar estimulaciones mecánicas e incluso electroeyaculación.
- Es importante que la muestra no se obtenga mediante coitus interruptus, porque en este caso se podría perder la primera fracción de la eyaculación que es la que contiene la mayor concentración espermática. Además, se puede producir contaminación bacteriana y, por otro lado, el pH ácido del flujo vaginal afecta negativamente a la movilidad de los espermatozoides.
- En caso de eyaculación retrógrada en la cual el semen va en sentido contrario, es decir, hacia la vejiga, se consiguen los espermatozoides mediante la alcalinización de la orina. Se ingieren 25g de bicarbonato la noche anterior y la mañana de la obtención de la muestra para alcalinizar la orina.

### Preparación de los espermatozoides
Las clínicas y bancos de esperma normalmente proceden a un lavado de la muestra para extraer los espermatozoides y separarlos del resto de componentes del semen. Si este esperma se va a congelar en nitrógeno líquido, se le añaden crioprotectores que mantengan el equilibrio osmótico. Dependiendo de la cantidad de semen obtenido, se dividirá la muestra entre 1 y 20 viales.

### Análisis médicos
Screening
Los bancos de esperma analizan todas las muestras de los donantes para buscar el posible desarrollo de enfermedades genéticas, anomalías cromosómicas e infecciones de transmisión sexual. En Europa, el procedimiento de selección de donantes está regulado por la Directiva Europea de tejidos.
En este screening se analizan:
- El historial médico del donante, sus hijos, hermanos, padres y abuelos, etc. de tres o cuatro generaciones.
- Análisis de sangre y orina para las enfermedades infecciosas, tales como:

1. VIH
2. HTLV
3. Hepatitis B
4. Hepatitis C
5. Sífilis
6. Gonorrea
7. Citomegalovirus

- Análisis de sangre y de orina para la determinación del grupo sanguíneo y de los indicadores generales de salud.
- Examen físico completo incluyendo el pene, el escroto y los testículos.
- Pruebas genéticas para estudiar las características del portador, por ejemplo:

1. Fibrosis quística
2. Talasemia

Otros trastornos relacionados con desórdenes sanguíneos
- Análisis de la salud general del donante.
- Análisis de semen (espermiograma) para determinar:

1. Concentración de espermatozoides: un valor de normozoospermia, donde la cantidad de espermatozoides es la adecuada, corresponde a un valor ≥ 15 millones de esermatozoides/ml o ≥ 39 millones de espermatozoides del total eyaculado.
2. Morfología: una muestra adecuada deberá tener, al menos, un 4% de espermatozoides normales. Que sean normales quiere decir que los espermatozoides deben tener la cabeza con forma oval, y que no haya defectos en la cabeza, pieza intermedia y cola.
3. Movilidad: un esperma adecuado deberá tener, al menos, un 40% de espermatozoides móviles y un 32% de espermatozoides móviles progresivos, es decir, que además de presentar motilidad, deben desplazarse de forma progresiva y rápida.

También se miden otros parámetros como son el color, la viscosidad, el pH o la vitalidad, entre otros. 

## La donación de semen y los problemas tras el nacimiento
Los niños concebidos a través de la donación de esperma tienen menos probabilidad de desarrollar cierto tipo de enfermedades tras el nacimiento en comparación con la población general. Esto se puede explicar por el hecho de que los bancos de esperma solo aceptan a donantes que tienen una buena calidad seminal y por los rigurosos procedimientos de selección que se adoptan, entre los que se incluye la limitación en la edad de los donantes (normalmente entre 21 y 39 años), detección genética de posibles complicaciones y la salud de los donantes. Además, se aseguran de que el esperma utilizado para una mujer receptora proviene de un donante cuyo grupo sanguíneo y perfil genético es compatible.

## Perfil del donante anónimo
La selección de los donantes es muy estricta y solo se aceptan los mejores candidatos. 
Menos del 5% de los postulantes es aceptado como donante contribuyente de esperma. 
Para entrar en el programa y ser donante de esperma se debe tener entre 21 y 35 años (varía según la legislación de cada país) y demostrar estar completamente sano. En el caso de España, la ley permite ser donante a los varones entre 18 y 50 años. Sin embargo, muchas clínicas de reproducción solo admiten hasta los 30 o 40 años, ya que la calidad seminal disminuye a medida que aumenta la edad.[cita requerida]
Pero incluso una vez aceptado en el programa de donantes de esperma, el estado de salud del donante es evaluado de manera continua.
Generalmente se trata de jóvenes universitarios sin involucramiento en la situación que lo hacen por cuestiones solidarias y padres de familia que lo hacen porque conocen gente que pasó por esta situación o porque ellos mismos tuvieron a sus hijos mediante un tratamiento de reproducción asistida.
En algunos países, como Francia o Argentina, les exigen previamente ser padres para demostrar antecedentes de fertilidad.
Cada donante puede tener entre de seis y diez vástagos — no hijos — dependiendo el país. Se le realizan pruebas genéticas, evaluación de fertilidad, exámenes físicos y pruebas de enfermedades infecciosas. Los profesionales son muy cautelosos en la selección del donante porque podrían ser legalmente responsables de la transmisión de enfermedades, complicaciones como infecciones, enfermedades congénitas o anormalidades cromosómicas.
Es por eso que los donantes de esperma son estudiados exhaustivamente para descartar cualquier tipo de enfermedad transmisible y se controlan de forma muy estricta las enfermedades hereditarias que puedan padecer los donantes o sus familiares próximos. Una demostración de este estricto control queda patente en que legalmente, uno de los requisitos que ha de cumplir el donante es el de no ser adoptado, puesto que esta circunstancia limita el control de la historia familiar. 
Se excluyen varones que hayan tenido relaciones sexuales con individuos infectados con HIV o hepatitis, que utilicen drogas, en especial las intravenosas, con antecedentes de alcoholismo, que tengan un trabajo con riesgo de infección de HIV, que no estén aptos para donar sangre o que hayan recibido transfusiones tanto ellos como sus parejas sexuales, que tengan tatuajes o pírsines recientes, que tengan cualquier tipo de enfermedad de transmisión sexual y, en el caso de estar casado se le realizan los análisis de HIV al cónyuge.
El examen genético consiste en un análisis cromosómico llamado cariotipo para minimizar el riesgo de transmisión de enfermedades genéticas. Se requiere como mínimo un 35% de movilidad y diez millones de espermatozoides móviles.
Además se realizan evaluaciones de personalidad para asegurarse de que está mentalmente sano y en condiciones de entender lo que representa la donación, pero su carácter no influye al momento de ser elegido como donante de determinada receptora.
La principal motivación que confiesan los donantes es la solidaridad y el altruismo. 
Entre los jóvenes la donación de esperma cuenta con gran aceptación.
Un donante español de 27 años, ingeniero electrónico, reconoció en una entrevista que lo hacía motivado principalmente por altruismo, generosidad y ganas de ayudar a familias con problemas de fertilidad. Realiza donaciones desde que tenía 24 años y si no le dieran los 50 euros por cada muestra que deposita probablemente habría dejado de hacerlo ya que le implica dos horas de viaje llegar a la clínica además de los continuos análisis de sangre. Refiere que la clínica nunca le dio información sobre quienes han utilizado sus muestras, solo sabe que algunas irán destinadas a personas con problemas de fertilidad y otras servirán para investigación.

## Perfil del paciente que recurre al banco de esperma
La donación anónima de esperma está indicada en los casos en que el varón posee alguna enfermedad de transmisión hereditaria. También es un recurso frecuente entre las parejas con problemas para concebir, es decir, tanto si el marido es estéril como si ambos miembros de la pareja pertenecen al mismo sexo. También es un recurso utilizado por mujeres «solas» o sin pareja estable.

### Matrimonios infértiles
Más de la mitad de parejas que acuden a la reproducción asistida en España presentan alteraciones seminales. 
La inseminación terapéutica con esperma de donante anónimo es utilizada en muchos casos de matrimonios con problemas de infertilidad del varón: azoospermia, oligospermia severa, baja motilidad espermática, teratospermia, vasectomía con mal pronóstico de reversibilidad o fracaso de reversión quirúrgica, enfermedad genética conocida del varón, mujeres severamente sensibilizadas al Rh con una pareja Rh positiva, varones con disfunciones eyaculatorias incorregibles y secundarias a traumatismo, cirugía, medicación, enfermedad neurológica y daño medular. 
El paciente puede haber congelado previamente su propio esperma para ser utilizado, en una inseminación artificial o una fertilización in vitro, después de un tratamiento que puede afectar su fertilidad.
La criopreservación también es utilizada en casos en los cuales se realiza un tratamiento de reproducción asistida a una pareja y se guarda el esperma del marido para el momento preciso.
La donación anónima de esperma es también una buena opción reproductiva luego de una quimioterapia contra el cáncer o en casos de esterilidad del marido. Los matrimonios son lo que más se resisten a informar a sus hijos de la forma en que fueron concebidos. El método de elección del donante anónimo consiste en emparejar al donante de esperma y al futuro padre receptor de tal forma que el cónyuge estéril pueda hacerse pasar por el progenitor del niño sin que este subterfugio se detecte.
Esto es lo que Marcela Iacub llamó el «crimen perfecto», una ficción jurídica sin víctima ni culpable ya que se borra todo vestigio legal del tratamiento de reproducción asistida.
La lógica originaria de las donaciones anónimas de esperma era organizar una sustitución indetectable y hacer pasar al niño por hijo del marido legítimo porque el modelo implícito de filiación que ha servido de referencia a la donación anónima de esperma en los años 1970 era el de la paternidad dentro del matrimonio y estaba vedado para las parejas del mismo sexo o las mujeres solas.
En estos comienzos la donación anónima de esperma debía ser secreta a fin de disimular el origen biológico-genético del niño y que nunca pudiese descubrirlo.
Por eso se buscaba un parecido físico entre el donante y el futuro padre lo más cercano posible. Solo en Francia nacieron entre 1972 y 1992 siete mil niños con donación anónima de esperma y en Estados Unidos aproximadamente diez mil niños por cada año. Todos estos niños, actualmente adultos que desconocen su origen, se confunden con el resto de la población, sin padecer ningún conflicto específico que los diferencie del resto de los humanos.
A pesar de que el argumento de la medicina es que la IAD se realiza como terapéutica frente a la infertilidad, este «simulacro», al igual que la adopción, no cura la esterilidad del marido. El varón continúa siendo estéril y por lo tanto la pareja infértil. Solo la mujer, que ya era fértil, es «curada» con la IAD (inseminación artificial con donante) pues es su cuerpo donde se realiza el «simulacro».
El principal problema planteado por la IAD tiene que ver con el «simulacro» y el «secreto» impuesto por el anonimato que la ley respalda.

### Parejas del mismo sexo
Las mujeres homosexuales o gays siempre tuvieron la posibilidad de fundar una familia y tener hijos a condición de ocultar sus inclinaciones eróticas. La donación anónima de esperma les permite tener hijos sin necesidad de traicionar su orientación sexual. Como las homosexuales no pueden disimular las condiciones biológicas del engendramiento de sus hijos por medio de las técnicas de reproducción asistida, son más proclives a revelarles su origen genético a los niños.
Esto hace que la IAD, en estos casos, ya no tenga que ver con el «simulacro» y el «secreto» del anonimato que la ley impone.
Cuando la donación anónima de esperma comenzó a ser utilizada por parejas del mismo sexo y mujeres solas, comienza a desaparecer la necesidad del ocultamiento y el secreto y los investigadores constatan un movimiento muy importante de cuestionamiento del anonimato de los donantes.

### Mujeres sin pareja
En España, desde 1988, la ley permite a las mujeres ser madres sin pareja mediante técnicas de reproducción asistida, es decir, una mujer puede ser madre soltera por elección.
En Argentina, en 2002, las mujeres que iban sin pareja a un banco de esperma representaban el 5%, en 2007 eran el 30%.
En cambio en Austria, Francia, Portugal o Italia, las mujeres solteras no pueden acceder a la donación de esperma.
Una de las razones por las que las mujeres sin pareja eligen ir a un banco de esperma es por la cantidad de controles por los que pasan los donantes de esperma, a quienes se les practican estudios infectológicos, genéticos e inmunológicos.
Además no tienen que engañar a un varón o estar en pareja con alguien cuando no lo desean. Las mujeres que deciden ser madres en solitario por elección, suelen tener redes sociales y familiares amplias, pero no pareja estable, más de 36 años, estudios universitarios y una carrera profesional consolidada, laboralmente activas con estabilidad y solvencia económica.
Mujeres que confiesan que hubieran preferido la concepción en pareja pero no han encontrado a la persona indicada para casarse y son conscientes de que el reloj biológico indica que no pueden seguir esperando al «príncipe azul». También se trata de viudas, o separadas que no están dispuestas a seguir sosteniendo un mal matrimonio con tal de tener hijos, o mujeres cuyas parejas no quieren o no quisieron tener hijos. Son mujeres sin la presión social para tener hijos de algunas mujeres casadas, sino simplemente un deseo de hijo.
Son mujeres que, muchas de ellas se anotaron en un registro para adopción y se cansaron de esperar (en los pocos países en los cuales les está permitido adoptar a las mujeres solas, muy pocas logran este objetivo ya que, se siguen privilegiando los matrimonios legítimos. A veces se trata de mujeres que están involucradas con varones casados pero no quieren resignar el deseo de ser madres.
En 2001 la doctora Luisa Barón, directora de la Fundación para la Investigación Médica Psicológica (IMPSI), presentó en la American Society for Reproductive Medicine de los Estados Unidos una investigación realizada entre 1997 y 2000 con Stella Lancuba sobre «Mujeres solteras que recurren a bancos de esperma. Un seguimiento psicológico en pacientes y niños”».
Todas las mujeres del estudio habían confesado que hubieran preferido la concepción con un hombre, pero no quisieron mentirle a una pareja ocasional ni forzar a nadie a la paternidad. Varias habían intentado adoptar pero desistieron después de años de espera por numerosas trabas burocráticas. Todas ellas deseaban encontrar una pareja masculina estable y algunas fantaseaban con encontrar un padre para su hijo. Los niños y madres estudiados e involucrados en este estudio presentaron una evolución normal.
Según la dra Barón: 

Los chicos que evaluamos tienen una excelente relación con la madre, y se están desarrollando bien. No hay ninguna razón para pensar que las cosas puedan salir mal.

## Elección del donante
La elección del donante es un proceso realizado por la clínica de fertilidad o el banco de esperma. En ningún caso el donante puede ser elegido por la o los pacientes que van a recibir la donación.
Solo en algunos estados de Estados Unidos se puede elegir un donante «a la carta». Allí existen catálogos en los cuales se pueden ver fotos de los donantes cuando eran bebés y conocer su nivel intelectual y estudios. Esto no implica de ninguna manera la elección de un hijo «a la carta», ya que en la lotería de la herencia genética, un espermatozoide y un óvulo, un varón y una mujer, contribuyen conjuntamente al engendramiento de un tercer individuo cuyas características genéticas son imprevisibles e irreductibles a la de sus genitores.
En el resto de los países elegir al donante resulta imposible ya que la ley protege la identidad de todo donante que acude a un banco de esperma y no se pueden elegir ni las características ni conocerlo.
Los datos del donante quedan registrados en la clínica por cualquier eventualidad futura, pero ni la mujer que recibe la muestra ni el hombre que dona el esperma pueden saber nada del otro.
En España no se pueden elegir las características del donante ni conocerlo.
La Ley 35/88, en el artículo 5.º que permite la contribución de donantes aclara específicamente que « la elección del donante es responsabilidad únicamente del equipo médico que realiza la técnica de Reproducción Asistida»
En Argentina la receptora no posee ningún dato sobre el donante, solo lo saben los médicos que realizan la inseminación o fertilización in vitro.
Cada muestra de esperma se clasifica con un número que se ingresa a un programa que hace un cruzamiento de datos para elegir al donante más compatible en función de las características físicas de la receptora o la pareja receptora con el objetivo de emparejar el fenotipo y aspecto físico de donantes y pacientes.
Se busca una homologación fenotípica con la receptora o el marido de la receptora. Se intenta que sea compatible en grupo sanguíneo y que el color de piel, cabello y altura sea parecido a los de la receptora o su marido.

## Información a los niños nacidos por donación anónima de esperma
Existe actualmente un debate que opone a los partidarios del anonimato de las donaciones a los partidarios del derecho a los orígenes genéticos.
Pero en cualquiera de los dos casos los especialistas concuerdan en que lo mejor es, al igual que con los niños adoptados, decirles siempre la verdad. Aunque no se pueda conocer al donante que el niño sepa que fue producto de una donación de esperma.
Porque cuanto mayores son al conocer la noticia mayor es la conmoción y el enojo que se produce, mientras que si lo saben de pequeños lo toman como algo natural. Los estudios muestran que los niños de mujeres solas y de parejas del mismo sexo se enteran de su origen desde muy temprano, incluso apenas preguntan, lo cual puede ser antes de cumplir los tres años. En cambio los hijos nacidos en matrimonios rara vez son anoticiados por sus padres y, cuando se enteran de grandes, esto les produce un gran shock.
Un estudio realizado por la Universidad de Cambridge encontró que los hijos que se enteraron de sus orígenes en la adolescencia o la edad adulta fueron propensos a sentirse engañados y traicionados, al igual que los hijos adoptivos, mientras que los que se habían enterado de muy pequeños no habían experimentado más que curiosidad.
Los informados de adolescentes o adultos lo describen como un momento impactante o perturbador y se sienten muy tristes y enojados. Los informados de muy pequeños no recuerdan haber sentido mucho más que interés o curiosidad.
Una persona que se enteró de que fue concebida mediante una donación anónima de esperma a la edad de 19 años refirió que el develamiento del secreto le resultó muy traumático y se sintió «físicamente enfermo de pensar que tengo padre, abuelos y medio hermanos por allí que nunca conoceré».
Otra persona, hijo de madre soltera, que se enteró de que fue concebida mediante una donación anónima de esperma antes de los tres años refirió que «me da igual, no me siento diferente de ninguna otra persona, la forma en que nacemos no hace lo que somos, yo no me defino por eso, me preguntan si no extraño tener un papá pero no puedo extrañar algo que nunca conocí».
Otra persona, hijo de un matrimonio, refirió que «enterarme a los 23 años fue como si me temblara toda la tierra, tengo tantas preguntas ahora y me duele que nunca voy a poder saber nada sobre el hombre que ayudó a crearme».
Un niño que se enteró antes de cumplir los 9 años refirió que «me siento feliz, todos mis compañeritos lo saben, no tengo ningún problema con eso».
En todos los casos demostraban mayor curiosidad por conocer posibles «hermanos genéticos», sobre todo aquellos que no tenían hermanos, que en conocer al donante.

## Legislación sobre la donación anónima
Al comienzo la donación de esperma siempre era anónima. Luego hubo dos tipos de legislaciones: algunos países que prohíben la donación totalmente anónima y otros que prohíben la donación no anónima.
Algunos países están comenzando a levantar el anonimato sobre las donaciones de esperma en los procesos de reproducción asistida. Esto no significa que los receptores o la receptora puedan conocer la identidad del donante o elegirlo. Quiere decir que el hijo fruto de esa donación puede conocer la identidad del donante una vez cumplidos los dieciocho años si así lo desea.
El anonimato se ha ido levantando sucesivamente en distintos países, como una posibilidad de conocer la identidad del donante y no como una obligación y, en algunos casos, cuando exista consentimiento por parte del donante y sin carácter retroactivo:

Suecia fue el primer país del mundo en cambiar su ley en 1984. La donación nunca fue anónima en Alemania y ha dejado de serlo en Austria (1992), Australia solo en el Estado de Victoria (1995), Bélgica (2007), Finlandia (2006), Islandia (1996), Noruega (2003), Nueva Zelanda (2004), Países Bajos (2004), Reino Unido (2005) y Suiza (1992).
Esta práctica está en uso desde hace poco tiempo y aún se desconoce todavía cuántos de esos individuos ejercerán sus derechos, en la búsqueda de sus progenitores genéticos.
En Estados Unidos es tema de extenso debate.
La ley distingue dos estatus complementarios: por un lado el de donante de material reproductivo y por el otro el de padres por filiación.
El donante de material reproductivo no es un padre por filiación, ni siquiera es un padre dada la ausencia de la voluntad procreacional. En Dinamarca un donante de esperma no puede ser juzgado como el padre de un niño que ha sido concebido por medio de una inseminación artificial de una mujer que no sea su cónyuge y cuyo esperma fue donado. De lo contrario se le considera el padre del niño, a menos que el semen haya sido utilizado sin su conocimiento o después de su muerte. 
El productor de esperma no se homologa con el padre inspirador de la función paterna nominativa.
Históricamente la paternidad nunca estuvo definida por la carga genética. La paternidad siempre ha sido una consecuencia de la voluntad del varón de reconocer sus vástagos como hijos.
En el caso de las madres solteras, el nacimiento registrado con padre desconocido no es ninguna novedad.
En el caso de las parejas casadas, con respecto a quién es el «padre verdadero» del niño, los expertos coinciden en que el donante está donando esperma y no paternidad.
No es padre el que dona genes encerrados en espermatozoides, ni el que fecunda un óvulo. Si históricamente la transmisión de los genes no era argumento para identificar a un padre, para el aparato legal y el discurso jurídico la paternidad nunca se redujo al patrimonio genético.
Ser padre no solo incluye una función de autoridad, cuidado, protección, nominación (pues da el nombre o apellido del padre), sostén y responsabilidad económica, sino que siempre fue una institución social, cultural, educativa y afectiva.
La ley española (Ley 35 del 22 de noviembre de 1988) que regula la técnica de reproducción asistida prohíbe al marido, sin cuyo consentimiento su esposa no hubiera podido inseminarse, impugnar la filiación matrimonial del hijo producto de esta asistencia reproductiva. La ley francesa dispone que no podrá establecerse ningún vínculo de filiación entre el donante y el hijo nacido de la procreación, y no permite ninguna acción de responsabilidad en contra del donante. El consentimiento dado a la reproducción asistida prohíbe cualquier acción de impugnación de la filiación por parte del marido. 
Para la ley mexicana la filiación matrimonial no puede ser impugnada por el marido si dio su consentimiento pero algunos temas todavía son objeto de controversia.
En los países que se ha levantado el anonimato de los donantes no ha habido ninguna consecuencia en materia de filiación.
En el resto de los países de Europa, América, Asia y resto del mundo la donación de esperma continúa siendo anónima. 
La consecuencia en estos casos es que el derecho ha borrado una parte de la historia del niño al hacerle inaccesible la información sobre sus orígenes por el anonimato legalmente impuesto.
Actualmente los padres adoptantes suelen comentar a muy tempranas edades los orígenes de sus hijos adoptados, con total normalidad. Pero esto no era así hace algunos años. Con el tiempo sucederá lo mismo con los niños nacidos mediante una donación anónima de esperma.

## Posiciones religiosas

### Cristianismo
La Iglesia católica se opone a cualquier tipo de tratamiento de reproducción asistida, los rechaza por antinaturales y por considerarlos contrarios a la moral. Para la Iglesia católica toda fecundación fuera del acto sexual comporta un modo no humano, no natural e incompatible con la dignidad del nuevo ser concebido.
La donación de esperma es considerada un tipo de adulterio: «La fecundación heteróloga es el adulterio en probeta».
Según el Papa Benedicto XVI la fecundación artificial heteróloga es contraria a la unidad del matrimonio, a la dignidad de los esposos, a la vocación propia de los padres y al derecho de los hijos a ser concebidos y traídos al mundo en el matrimonio y por el matrimonio. El recurso al esperma de una tercera persona constituye una violación del compromiso recíproco de los esposos y una falta grave contra aquella propiedad esencial del matrimonio que es la unidad pues priva a la fecundidad conyugal de su unidad y de su integridad. Constituye una ofensa a la vocación común de los esposos a la paternidad y a la maternidad.
La opinión de las Iglesias protestantes no es uniforme y entre ellas coexisten una pluralidad de posiciones.
Muchas iglesias cristianas nacidas de la Reforma aceptan la donación de gametos siempre y cuando se realicen en parejas casadas heterosexuales.
Las Iglesias evangélicas aceptan la donación de esperma. Consideran que el hecho de que un esposo varón reconozca sus propias limitaciones físicas y busque brindarle a su esposa la felicidad de la maternidad no es un acto carente de amor y lo comparan con un bebé adoptado que no tiene carga genética alguna de los cónyuges. Reconocen su legitimidad dentro del matrimonio pero la rechazan en el caso de la mujer soltera o una pareja de lesbianas.
Los testigos de Jehová rechazan la donación de esperma del mismo modo que rechazan la donación de sangre.

### Judaísmo
El judaísmo considera a los avances científicos como una forma de cumplimentar la creación divina al tratar de sortear los obstáculos de la naturaleza. El hombre, que es un socio de Dios en la creación, debe colaborar en el mejoramiento del mundo y en todo lo que pueda hacer para mejorar la naturaleza.
Por eso, a diferencia del cristianismo, la oposición a la donación anónima de esperma no se basa en conceptos relacionados con la antinaturalidad de los métodos de procreación. 
La mayoría de las autoridades rabínicas religiosas contemporáneas coinciden en autorizar la inseminación artificial siempre y cuando se realice con el semen del propio marido.
En los casos de donación anónima ya no hay tanto acuerdo.

Según algunas autoridades rabínicas ortodoxas la utilización de semen de un tercero acarrea problemas de filiación e identidad  halájica. Por eso coinciden en prohibir la inseminación artificial con el semen de otro varón que no sea el propio marido.
Estos religiosos ortodoxos piensan que la donación anónima de esperma puede ser considerada un tipo de «adulterio» dado que en la Torá, (Levítico 18,20,) dice: «Y con la mujer de tu compañero no te acuestes para procrear, para impurificarte por ella». La prohibición bíblica se refiere a relaciones sexuales entre una mujer casada y un varón que no es su marido.
Pero otras autoridades rabínicas no ven este hecho como un acto de «infidelidad» porque la Torá dice «no te acuestes» y en la inseminación no hay relación sexual. 
El adulterio viola la confianza entre marido y mujer que debe ser la base de su relación cuando la mujer ha engañado a su marido (la prohibición bíblica no incluye relaciones sexuales entre un varón casado y una mujer soltera que no sea su esposa), pero en la inseminación artificial con un donante, el marido no solo sabe acerca de la inseminación sino que la quiere para que él y su esposa puedan tener hijos. En este caso no habría engaño ni violación de confianza. Algunos rabinos ven en esto solo un intento desesperado por tener hijos en un contexto de apertura y confianza mutua.
Algunos recomiendan que, pese a la complicación que presenta la inseminación artificial cuando el donante no es el marido (que es lo óptimo y esperable para la Halajá), la donación anónima de esperma sea usada solo después de que la pareja intente tener hijos durante un período de dos a cinco años por lo menos, incluso mediante otras técnicas de reproducción asistida.
Que el donante sea un no judío no tiene importancia porque la identidad judía del hijo se transmite a través de la madre. Algunos rabinos permiten la IAD solo si el donante es un no judío para evitar riesgos de incesto entre medio-hermanos, ya que el linaje judío se transmite exclusivaamente a través de la madre judía. En cuanto a la identidad sobre quien es el «verdadero padre». Algunos rabinos que se han pronunciado sobre estas cuestiones hasta el momento han sostenido que a los efectos del mandamiento de «creced y multiplicaos», el padre es el varón que proporciona el semen.
Mientras que otros sostienen que para la Halajá el donante de material genético no es considerado el padre de un niño nacido por inseminación.
Pero, en definitiva, el judaísmo no interfiere en las leyes de los respectivos países donde se realice la inseminación.
Se autoriza la fecundación in vitro bajo las mismas premisas exigidas para la inseminación artificial porque a través de estos métodos se concreta el primer mandamiento de la Torá.

### Islamismo
Según la Sharia el Islam admite la reproducción asistida siempre y cuando ésta sea realizada entre los cónyuges legítimos y exclusivamente con el esperma del marido.
El islam ordena la conservación de la línea genealógica para que el hombre tenga bien claro su origen. Una donación anónima de esperma proveniente de otro varón constituiría una trasgresión y una grave violación a la ley de Dios.
El adulterio y la inseminación artificial con esperma que no sea del esposo son similares en naturaleza y efecto, es decir, en ambos casos el vientre que pertenece exclusivamente al esposo es intencionalmente inseminado por un extraño.
Se perderían las genealogías y el islam hizo obligatorio conservar la pureza y la solidez del árbol genealógico. lbn Abbás dijo: Quien se atribuye a otro que no sea su padre y quien se aproxima a quienes no son sus allegados, ambos son maldecidos por Aláh, por los ángeles y por toda la gente. Cualquier mujer que introduce en la genealogía de una familia a alguien que no es de ellos no merece la misericordia de Allah y El no la hará entrar en el Paraíso.
Los hijos del esposo receptor tendrían los cromosomas del varón que donó y los niños heredarán las características genéticas del donante por lo que el donante vendría a ser el padre biológico de los niños según el islam.
En la FIV está prohibido que la fecundación sea producida con el semen de otro hombre que no sea el esposo, aunque el óvulo fecundado se deposite en el útero de la esposa.